# 2016年慶州地震
2016年慶州地震，是2016年9月12日19時44分和20时32分发生在（韓國標準時）在大韓民國慶尚北道慶州市的2次地震。发生于19时44分的地震的规模为5.1级，震源深度约19千米，发生于20时32分的地震的规模为5.8级，震源深度约19千米。是朝鮮半島1978年起有記錄以來规模最大的地震（不算2017年朝鲜核试验所引发的6.3级人工地震）。

## 影響

### 韩国
地震發生後，慶州市月城核電廠4座反應爐全部停機，接受工作人員檢查；三星電子設於慶尚北道的Galaxy手機機殼廠，及樂金顯示器（LG Display）在慶尚北道龜尾市的一座液晶面板廠，在地震發生後暫停運作，至翌日上午恢復運作。現代汽車位於慶尚北道蔚山市的汽車工廠，在地震發生後，亦一度停工檢查。而韓國高速鐵路（KTX）在地震後亦一度暫停服務。

### 日本
长崎县对马市测得震度3，福冈县、佐贺县有地区测得震度2，此外，鸟取县、岛根县、广岛县、山口县有地区测得震度1。
日本气象厅在检测到地震波12.5秒后发布了紧急地震速报（预报）。

## 資料來源
1. ↑  .   [2016-09-15]. （原始内容存档于2016-09-15）.
2. ↑  .   [2016-09-15]. （原始内容存档于2017-04-07）.
3. 1 2  .   [2016-09-15]. （原始内容存档于2016-09-15）.
4. ↑  .   [2016-09-15]. （原始内容存档于2016-09-16）.
5. ↑  .   [2016-09-15]. （原始内容存档于2016-09-16）.
6. ↑  . BBC中文网. 2016-09-13  [2016-09-13]. （原始内容存档于2016-09-13）.
7. ↑  . 朝鮮日報. 2016-09-13  [2016-09-13]. （原始内容存档于2016-09-17）.
8. ↑  . 蘋果日報（台灣）. 2016-09-13  [2016-09-13]. （原始内容存档于2016-09-14）.
9. ↑  . 産経ニュース. 2016-09-13  [2016-09-13]. （原始内容存档于2016-09-13）.